# Kaykaus II
Izz-ad-Din Kaykawus II ibn Kaykhusraw (en àrab i persa عز الدين كيكاوس بن كيخسرو, ʿIzz ad-Dīn Kaykāwus ibn Kayḫusraw; en turc Izzeddin Keykavus) fou sultà de Rum del 1246 al 1256 i del 1257 al 1261.
Kaykhusraw II va morir l'hivern del 1245 al 1246 deixant tres fills molt joves, Izz-ad-Din Kaykawus II (11 anys), fill d'una dona grega filla d'un sacerdot; Rukn-ad-Din Kilij Arslan IV (9 anys), fill d'una dona turca de Konya; i Alà-ad-Din Kayqubad II (7 o 5 anys), fill de la princesa georgiana Tamara. El primer tenia el suport del visir Xams-ad-Din al-Isfahaní (que es va casar amb la vídua de Kaykhusraw) i tot i que no era el successor designat, es va imposar en el tron.
El 1248 Kilidj Arslan va anar a trobar el seu germà, el gran kan Güyük i va aconseguir el repartiment del sultanat en dues parts; l'oest per Kaykaus amb capital a Konya i l'est per ell mateix amb capital a Sivas, sent la frontera el riu Kızılırmak. Però quan Kilidj Arslan va tornar a Anatòlia es va saber la mort de Güyük i el nomenament del seu successor Möngke i els amirs, inquiets van establir que els tres prínceps governarien junts (1249). Shams al-Din al-Isfahani, visir de Kaykhusraw, assolia el poder sobre el triumvirat amb l'aprovació dels mongols, i exerceria el poder efectiu. Kaikaus II va governar la meitat occidental del sultanat, Rukn al-Din Kilidj Arslan l'oriental i Kaikubad la sud-oriental o Malatya. El mateix 1249 Shams al-Din al Isfahani fou arrestat i executat pels seus excessos i el nou visir Djalal ad-Din Karatay (en turc : Celaddin Karatay) va mantenir aquesta mena de govern conjunt, que va funcionar fins que els dos prínceps més grans van arribar a la majoria; llavors els conflictes van esclatar. Kaikaus II tenia el suport dels grecs de Nicea i Kilidj Arslan dels mongols i a més tenia al seu servei al pervaneh Muin al-Din Sulayman, una mena de primer ministre, que s'havia casat amb la princesa Tamara; Karatay va aconseguir mantenir la unitat fins a la seva mort el 1254, però després Rukn al-Din es va revoltar obertament a Kayseri; fou derrotat i fet presoner a Amasya (1254 o 1255). Del 1249 fins al 1257 les monedes mostren el nom dels tres prínceps excepte les que es van encunyar vers 1254 per Kilidj Arslan que només porten el seu nom.
El 1256 es va negar a donar suport a Möngke en la conquesta del Califat Abbàssida i l'octubre del 1256 el seu general Baidju el derrotà juntament amb els cristians de l'exiliat Miquel Paleòleg en la batalla d'Aksaray i es va refugiar a Nicea mentre el seu germà fou proclamat a Kayseri. Mongke va cridar a la seva presència a Kaykaus però aquest va enviar al seu lloc al seu germà Ala al-Din Kauykubad amb valuosos regals. El 1257 Rukn al-Din va marxar a la cort mongola a retre homenatge al gran kan i Izz al-Din Kaikaus es va presentar a Konya i va recuperar el poder a la part occidental. Ala al-Din al seu torn moria assassinat camí de la cort mongola de manera misteriosa; el gran kan va ordenar una investigació que no va portar a cap resultat concret. El kan Mongke va decidir llavors restablir la partició del sultanat (ara només en dues parts) per obtenir la participació dels dos kans en la lluita contra el califa abbàssida; després els dos germans van participar en la campanya de Hulegu a Síria contra els mamelucs (1260).
Posteriorment a aquesta data els dos germans es van tornar a enfrontar i el 1261 Kaikaus fou derrotat i va haver de fugir a Constantinoble que el juliol havia caigut en mans del seu amic Miquel VIII Paleòleg que hi havia fet entrada el 14 d'agost. Però pel mateix temps Miquel volia assegurar el seu poder contra els llatins i contra els mongols de l'Horda d'Or i li calia la neutralitat dels Il-kans que des del 1261 estaven en guerra contra l'Horda d'Or. Kaykaus fou confinat al nord dels territoris romans d'Orient a la Dobrudja, però descontent va entrar en una conspiració i fou empresonat a Enos (1263 o 1264). Fou alliberat en una expedició de saqueig mongola, feta en el seu benefici vers 1264 o 1265, i es va retirar a Crimea, on va morir sense haver pogut intentar recuperar el tron, el 1279/1280.
Quan va marxar a Constantinoble anava amb molts seguidors que s'havien establert per l'Imperi Romà d'Orient a la Dobrudja on foren coneguts com els turcs kaykaus, origen dels turcs gagausos. Va restar popular a l'Àsia Menor i algunes revoltes menors es van fer en nom seu. El visir Fakhr al-Din Ali Sahip Ata fou empresonat un temps el 1271 per mantenir correspondència amb Kaykaus.